# Martin Fenin
Martin Fenin (Bříza, 1987. április 16.) cseh válogatott labdarúgó, jelenleg a német Eintracht Frankfurt játékosa.

## Pályafutása

### Klubcsapatok
Fenin a FK Teplice csapatában nevelkedett és itt kezdte meg profi pályafutását is. 2003 nyarán, mindössze 16 évesen került a felnőtt csapatba ahol 5 mérkőzésen 1 gólt jegyzet. Fokozatosan egyre több lehetőséget kapott, a 2006/07-es szezonban 28 mérkőzésen szerzett 4 gólt.
2008. január 1-jén csatlakozott a német Eintracht Frankfurt-hoz annak ellenére, hogy több európai klub is érdeklődött iránta, többek közt az olasz Juventus.
2008. február-án az első német bajnokiján a Hertha BSC Berlin ellen mesterhármast szerzett.

#### A válogatottban
Fenin szerepelt a cseh U16, U17, U19, U20 és a U21-es válogatottban is. A 2007-es U20-as labdarúgó-világbajnokságon és a 2008-as labdarúgó-Európa-bajnokságon is részt vett.
2007. augusztus 22-én  debütált egy barátságos mérkőzésen az osztrákok ellen.

## Fordítás
- Ez a szócikk részben vagy egészben  a   Martin Fenin) című angol Wikipédia-szócikk fordításán alapul.  Az eredeti cikk szerkesztőit annak laptörténete sorolja fel. Ez a jelzés csupán a megfogalmazás eredetét és a szerzői jogokat jelzi, nem szolgál a cikkben szereplő információk forrásmegjelöléseként.
- Ez a szócikk részben vagy egészben  a   Martin Fenin) című német Wikipédia-szócikk fordításán alapul.  Az eredeti cikk szerkesztőit annak laptörténete sorolja fel. Ez a jelzés csupán a megfogalmazás eredetét és a szerzői jogokat jelzi, nem szolgál a cikkben szereplő információk forrásmegjelöléseként.